# Graciano Antuña
Graciano Antuña Álvarez (El Entrego, Asturias, 1903 - Luarca, 13 de mayo de 1937) fue un político socialista y sindicalista español. Fue ejecutado en los inicios de la guerra civil española.

## Biografía
Militante del PSOE desde 1925, participó en la dirección del Comité de Alianza Obrera durante la revolución de 1934 en Asturias. En aquellos momentos era Presidente de la Federación Socialista Asturiana del PSOE y Secretario General del Sindicato de Obreros Mineros de Asturias (SOMA-UGT). El fracaso de la revuelta le obligó a exiliarse a Francia. En 1936 fue elegido Diputado al Congreso en las listas del Frente Popular. Con el golpe de Estado de julio que dio lugar a la Guerra Civil, fue apresado en Oviedo el 20 de julio, juzgado en Consejo de Guerra en Luarca el 3 de mayo y fusilado en las tapias del cementerio.